# Bitwa pod Navarino (1827)

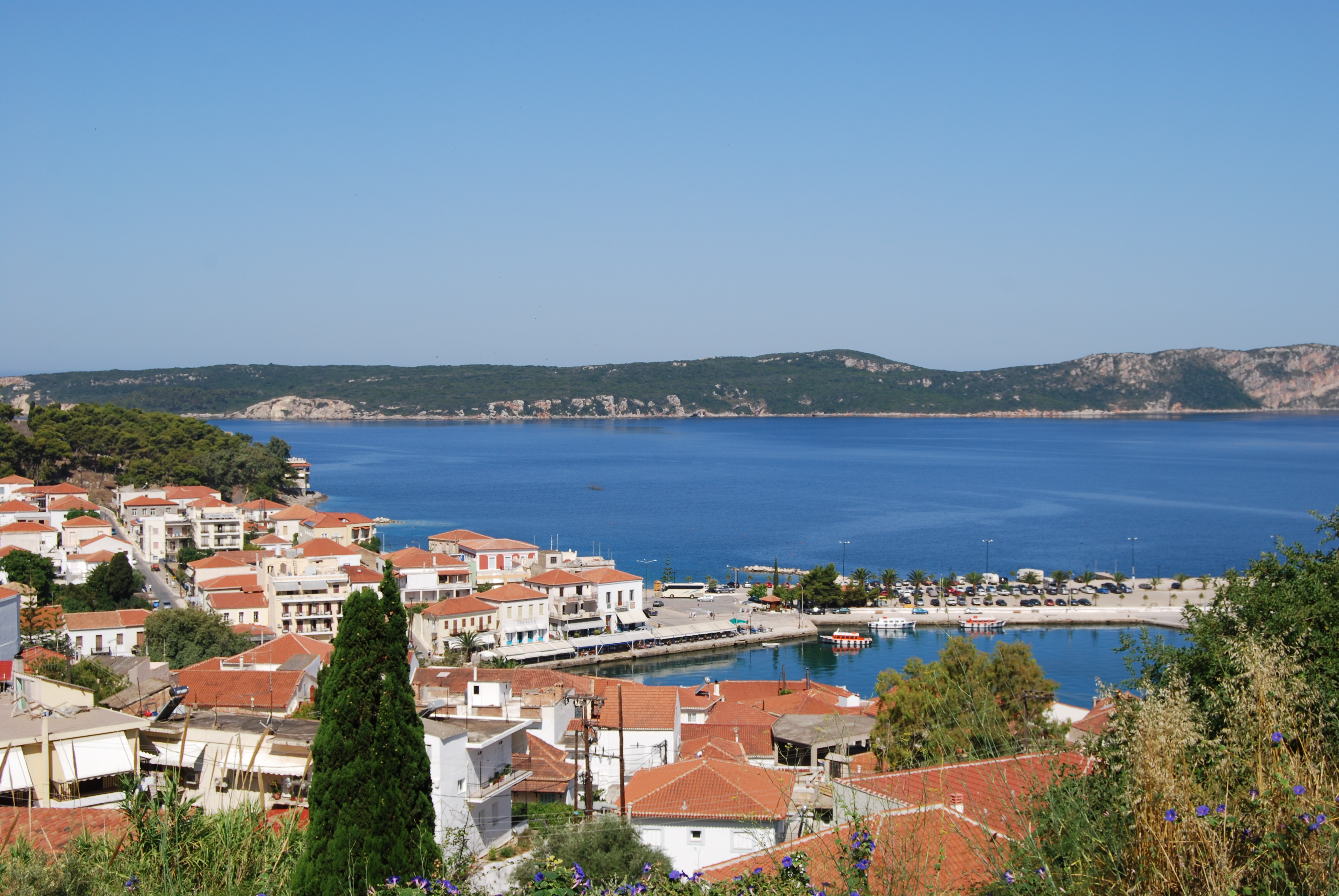
Współczesny widok miejsca bitwy

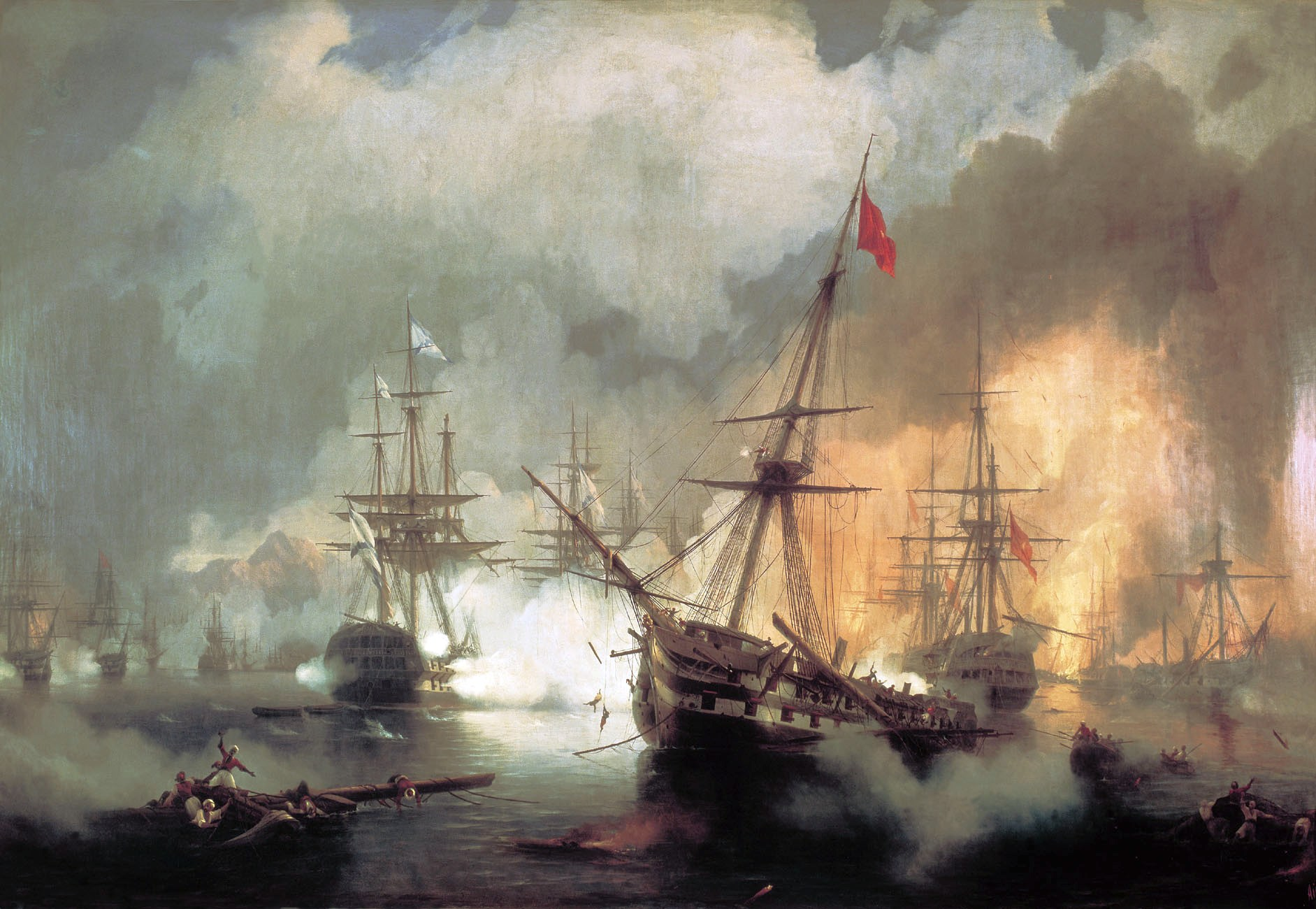
Eskadra rosyjska ostrzeliwująca okręty tureckie (Bitwa pod Navarino, mal. Iwan Ajwazowski, 1846)

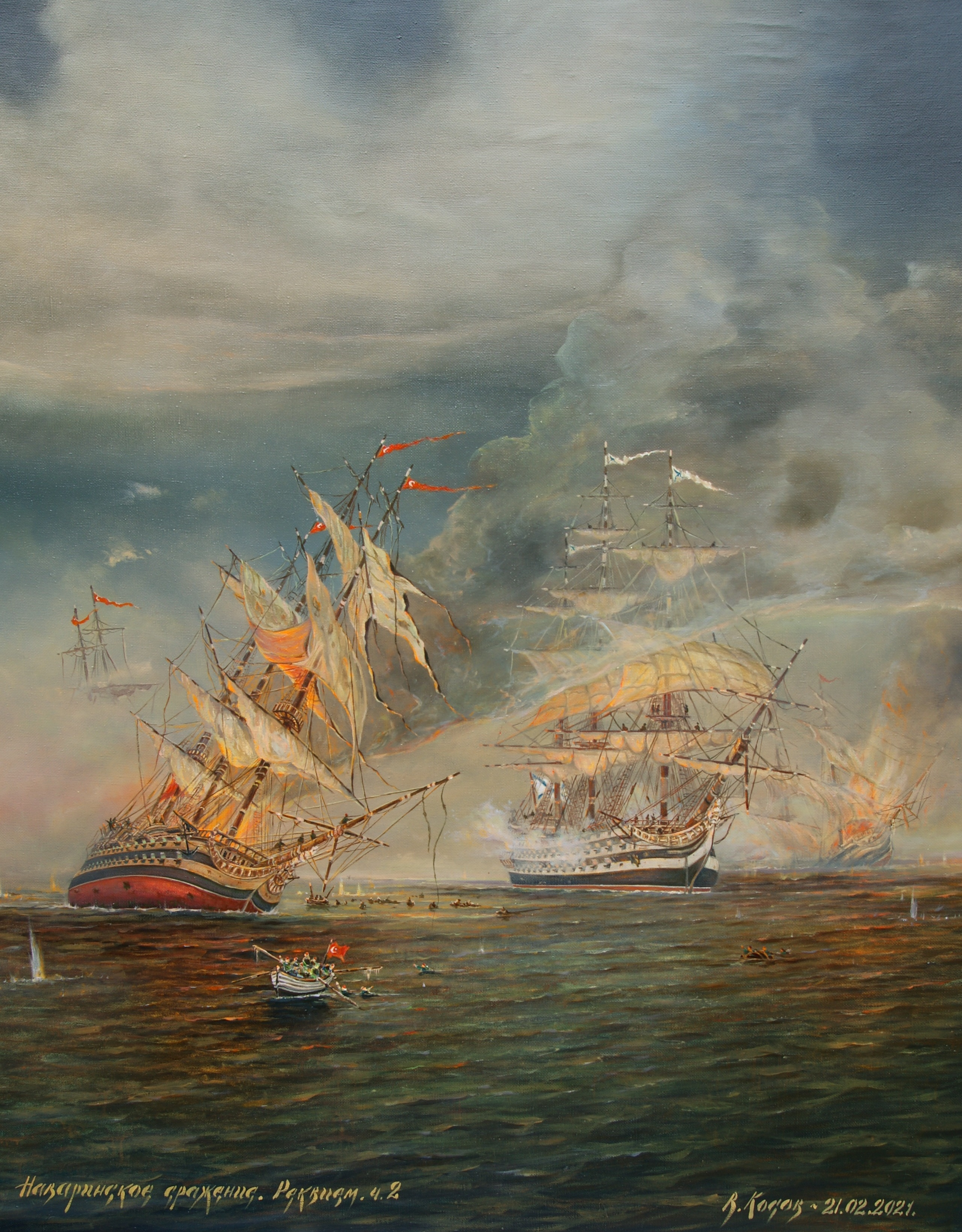
Epizod bitwy: tonący liniowiec turecki (mal. Władimir Kosow, 2021)

Bitwa pod Navarino – bitwa stoczona 20 października 1827 w czasie wojny o niepodległość Grecji, pomiędzy flotą turecko-egipską a francusko-brytyjsko-rosyjską, uznawana za ostatnią większą bitwę stoczoną przez okręty żaglowe.

## Tło wydarzenia
Od sześciu lat trwała wojna o niepodległość Grecji, znajdującej się pod panowaniem tureckim. Główne mocarstwa ówczesnej Europy: Francja, Wielka Brytania i Rosja, pod presją opinii publicznej, jak i kierowane obawą o los własnych interesów handlowych, wystąpiły do sułtana o wykonanie Konwencji Londyńskiej z 1827 roku, nadającego Grecji autonomię, co spotkało się z odmową ze strony Wysokiej Porty. W związku z tym, trzy mocarstwa, na podstawie dyplomatycznych umów skierowały na wody greckie swoje eskadry okrętów. Ich zadanie polegało na niedopuszczeniu posiłków tureckich do Grecji, lecz nie miały one bezpośrednio uczestniczyć w konflikcie.
Eskadry te uległy połączeniu, a na czele zjednoczonej floty stanął brytyjski wiceadmirał Edward Codrington, dowodzący zarazem eskadrą brytyjską. Rosyjską dowodził kontradmirał Ludwig Hayden, a francuską – kontradmirał Henri Gauthier de Rigny.

## Skład floty alianckiej
| Nazwa okrętu         | Dowódca                                  | Typ okrętu   | Liczba dział |
| "Asia" (flagowy)     | wiceadm. E. Codrington Edward Curzon     | okr. liniowy | 84           |
| "Scipion"            | Milius                                   | okr. liniowy | 80           |
| "Trident"            | Maurice                                  | okr. liniowy | 74           |
| "Genoa"              | Walter Bathurst                          | okr. liniowy | 76           |
| "Albion"             | John Ommaney                             | okr. liniowy | 74           |
| "Breslau"[Wrocław]   | de La Bretoniere                         | okr. liniowy | 84           |
| "Azow"               | kontradm. Ludwig Heyden Michaił Łazariew | okr. liniowy | 80           |
| "Gangut"             | Awinow                                   | okr. liniowy | 84           |
| "Ieziekiel"          | Josif Swinkin                            | okr. liniowy | 80           |
| "Aleksandr Niewskij" | Bogdanowicz                              | okr. liniowy | 80           |
| "Dartmouth"          | Thomas Fellowes                          | fregata      | 42           |
| "Sirène"             | kontradm. Henri Gauthier de Rigny        | fregata      | 60           |
| "Jelena"             | ?                                        | fregata      | 38           |
| "Prowornyj"          | ?                                        | fregata      | 48           |
| "Konstantin"         | Chruszczow                               | fregata      | 44           |
| "Kastor"             | ?                                        | fregata      | 38           |
| "Armide"             | Gaud Amable Hugon                        | fregata      | 44           |

## Bitwa
20 października 1827 roku flota ekspedycyjna, w składzie 10 okrętów liniowych oraz 10 fregat i sile ognia 1676 armat, weszła do zatoki przed portem Navarino (Pylos) na Peloponezie. Tam, pod osłoną nadbrzeżnych baterii tureckich liczących 165 armat, stacjonowała flota turecko-egipska w składzie 3 okrętów liniowych, 17 fregat i ok. 40 mniejszych jednostek (w tym 5-6 branderów), łącznie dysponujących siłą ognia ok. 2200 armat. Flota turecko-egipska była dowodzona przez admirała Muharrem Beja, podlegającego Ibrahimowi Paszy, dowodzącemu tureckimi wojskami w Grecji. Blokując w zatoce flotę turecko-egipską, wiceadmirał Codrington wykonywał zlecone mu zadanie: udzielenie pomocy Grekom bez zbrojnego wystąpienia w tym konflikcie. Siły tureckie uszykowane były w podkowę wzdłuż wschodniego i północnego wybrzeża zatoki. Okręty alianckie podpłynęły do liniowców tureckich i zatrzymały się w niewielkiej odległości.
W pewnej chwili Turcy obsadzili załogą manewrową brander stojący w pobliżu brytyjskiej fregaty "Dartmouth". Dowódca okrętu brytyjskiego skierował w jego kierunku łódź z parlamentariuszami. Została ona ostrzelana przez załogę tureckiego brandera, padli pierwsi zabici. Następnie z okrętów tureckich padły dwa strzały armatnie, trafiając niegroźnie "Dartmoutha" i "Sirène". To zapoczątkowało bitwę.
Starcie rozpoczęło się o godz. 14:25. W ciągu 4 godzin spalono i zatopiono 65 okrętów i statków tureckich. Flota turecko-egipska zajmowała korzystną pozycję obronną, lecz rezultat starcia był wynikiem przewagi technicznej, a przede wszystkim lepszego wyszkolenia marynarzy z flot mocarstw europejskich. W boju morskim wyróżnił się rosyjski okręt flagowy "Azow" pod dowództwem komandora M.P. Łazariewa.
Straty tureckie wyniosły ok. 3000 zabitych i 1109 rannych. Straty floty sprzymierzonych – 181 zabitych i 480 rannych. 
W bitwie uczestniczyło 27 okrętów sił sprzymierzonych (francusko-brytyjsko-rosyjskich):
- brytyjskie: 3 okręty liniowe, 4 fregaty i 5 mniejszych żaglowców, w tym:
  - HMS "Asia" - okręt liniowy 84-działowy - okręt flagowy brytyjskiego wiceadmirała Edwarda Codringtona, dowodzącego też całą flotą
  - HMS "Dartmouth" - 42-działowa fregata dowodzona przez kapitana Fellowsa
- rosyjskie: 4 liniowce i 4 fregaty, w tym:
  - "Azow" - okręt liniowy 74-działowy - okręt flagowy rosyjski - kontradmirał Ludwig Heiden (Łongin Geiden)
  - "Gangut" - okręt liniowy 84-działowy
- francuskie: 3 liniowce, 2 fregaty i 2 mniejsze żaglowce (szkunery), w tym:
  - "Sirène" - fregata 58-działowa - okręt flagowy francuski - kontradmirał Henri Gauthier de Rigny

Po stronie turecko-egipskiej brało udział 89 okrętów (3 liniowce, 17 fregat, 30 korwet, 28 brygów, 5 szkunerów oraz 5 lub 6 innych) między innymi:
- „Ghiuh Rewan ” – okręt flagowy turecki admirała Tahira Paszy.
- „Guerrière”[podać nazwę turecką] – fregata egipska pod dowództwem Moharema Beya

W źródłach występują różnice, gdy chodzi o liczbę mniejszych jednostek, które uczestniczyły w bitwie.

## Skutki batalii

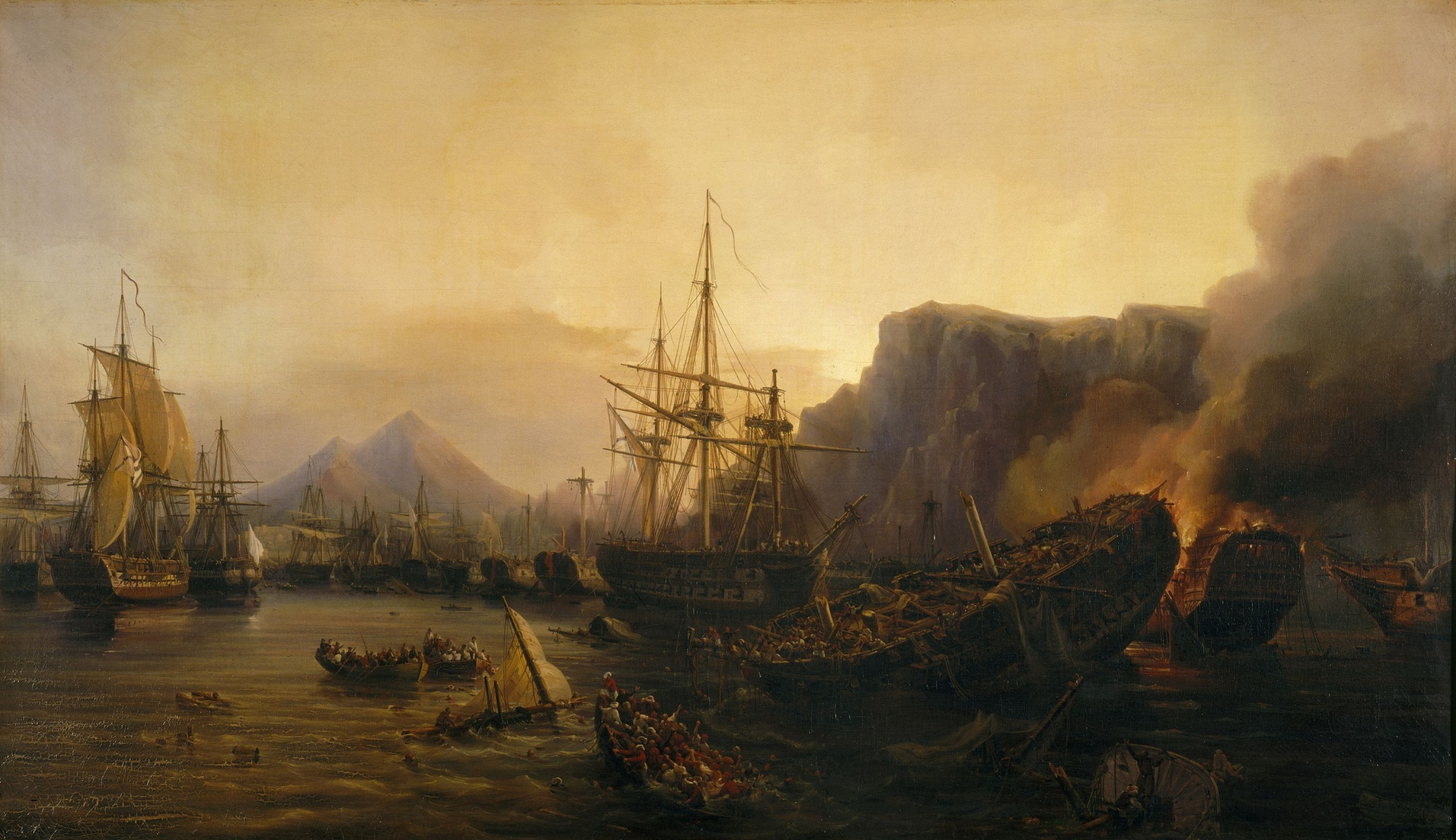
Wieczór po bitwie (mal. Auguste Mayer, 1840)

W wyniku bitwy złamano potęgę morską Turcji. Zwycięstwo przyczyniło się do rozszerzenia walk wyzwoleńczych Greków. W 1829 sułtan podpisał traktat adrianopolski uznający autonomię Grecji. W 1830 proklamowano w Londynie niezależność Grecji pod protektoratem Francji, Rosji i Wielkiej Brytanii. Rosja odniosła zwycięstwo w wojnie rosyjsko-tureckiej toczonej w latach 1828–1829. Żadnych korzyści politycznych ze zwycięstwa nie odniosła Wielka Brytania, natomiast późniejsze wydarzenia doprowadziły do wzrostu potęgi Egiptu względem Turcji.

## Galeria

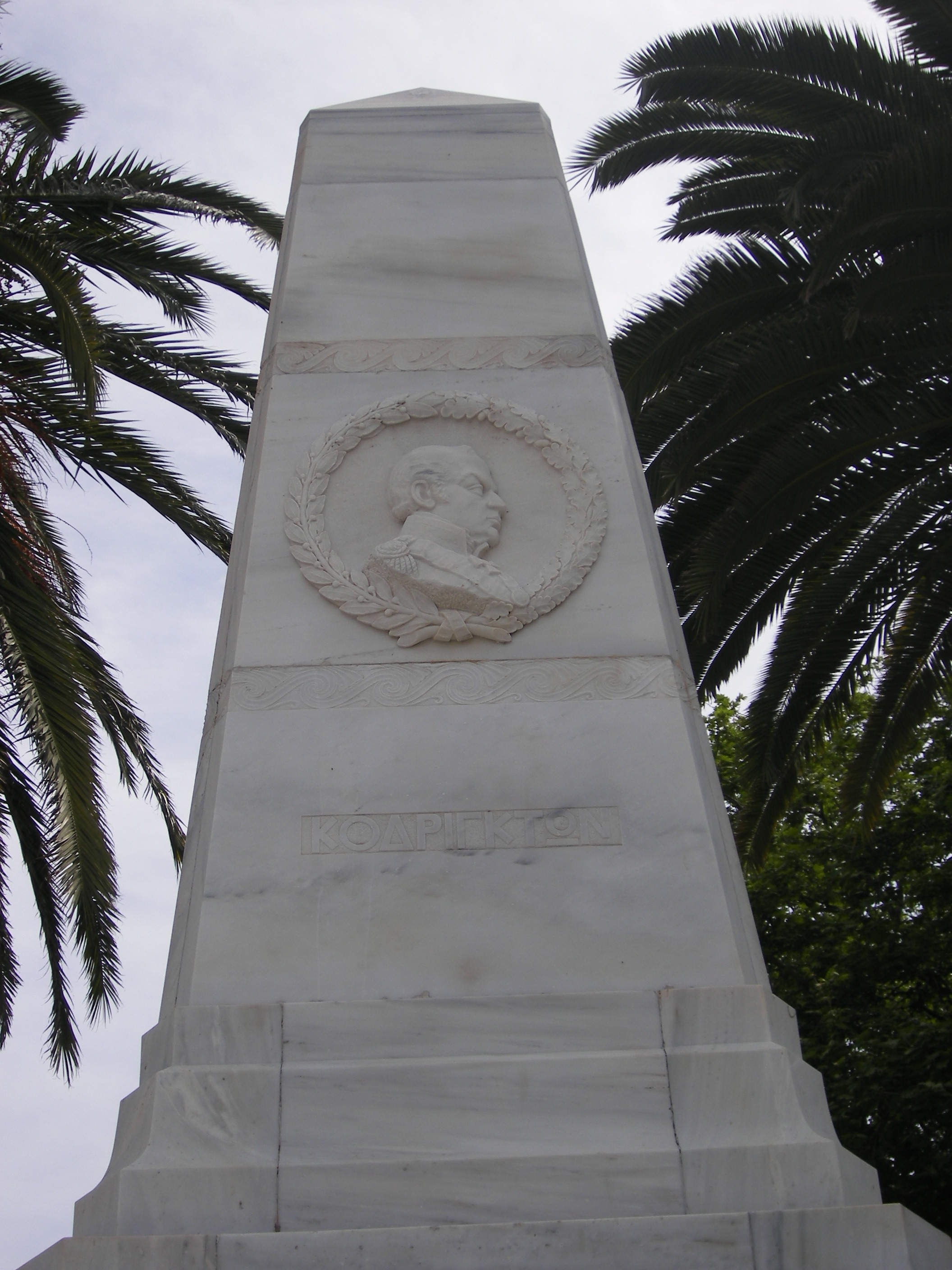
Obelisk upamiętniający wiceadm. Codringtona
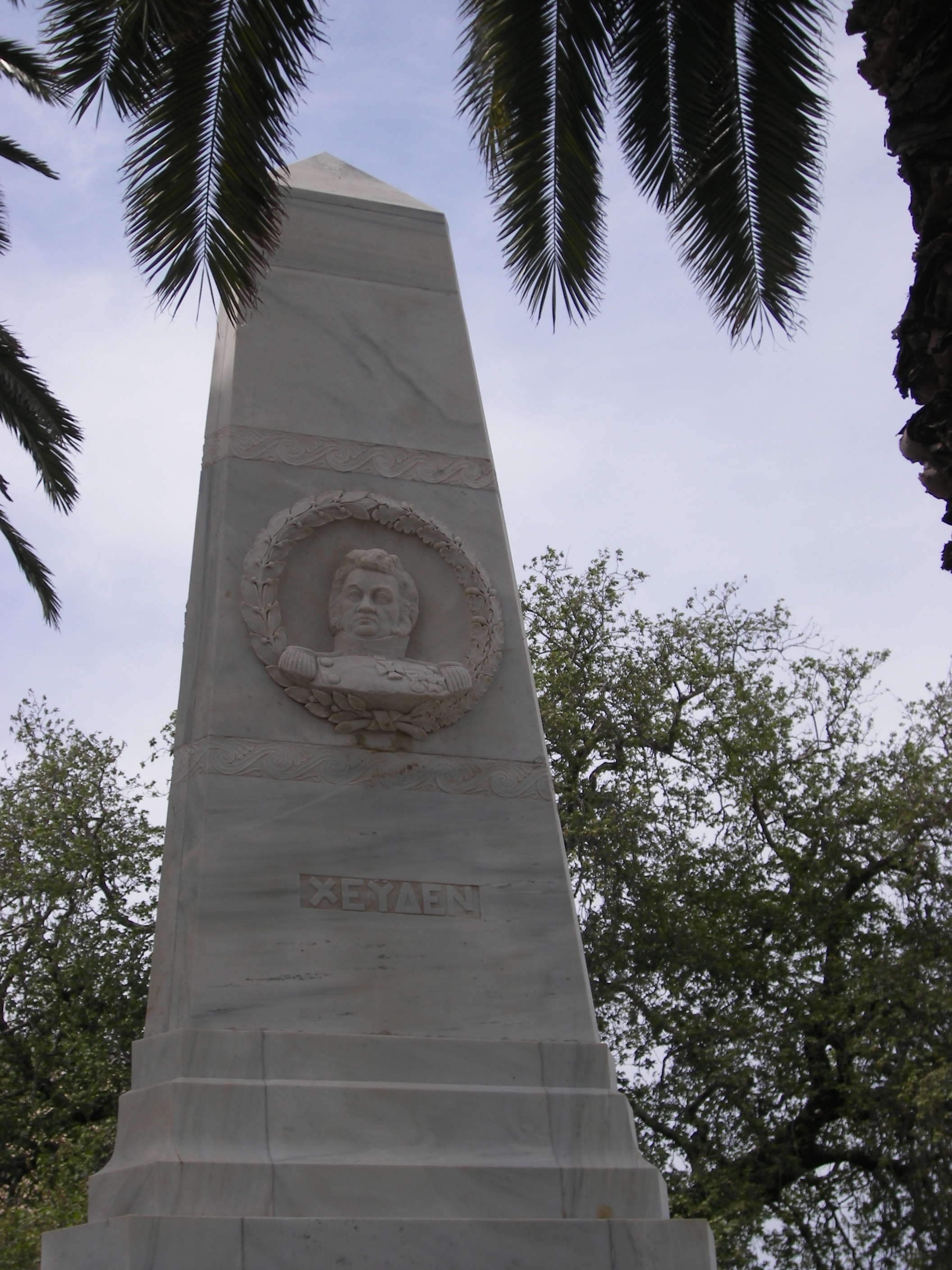
Obelisk upamiętniający kontradmirała Heydena
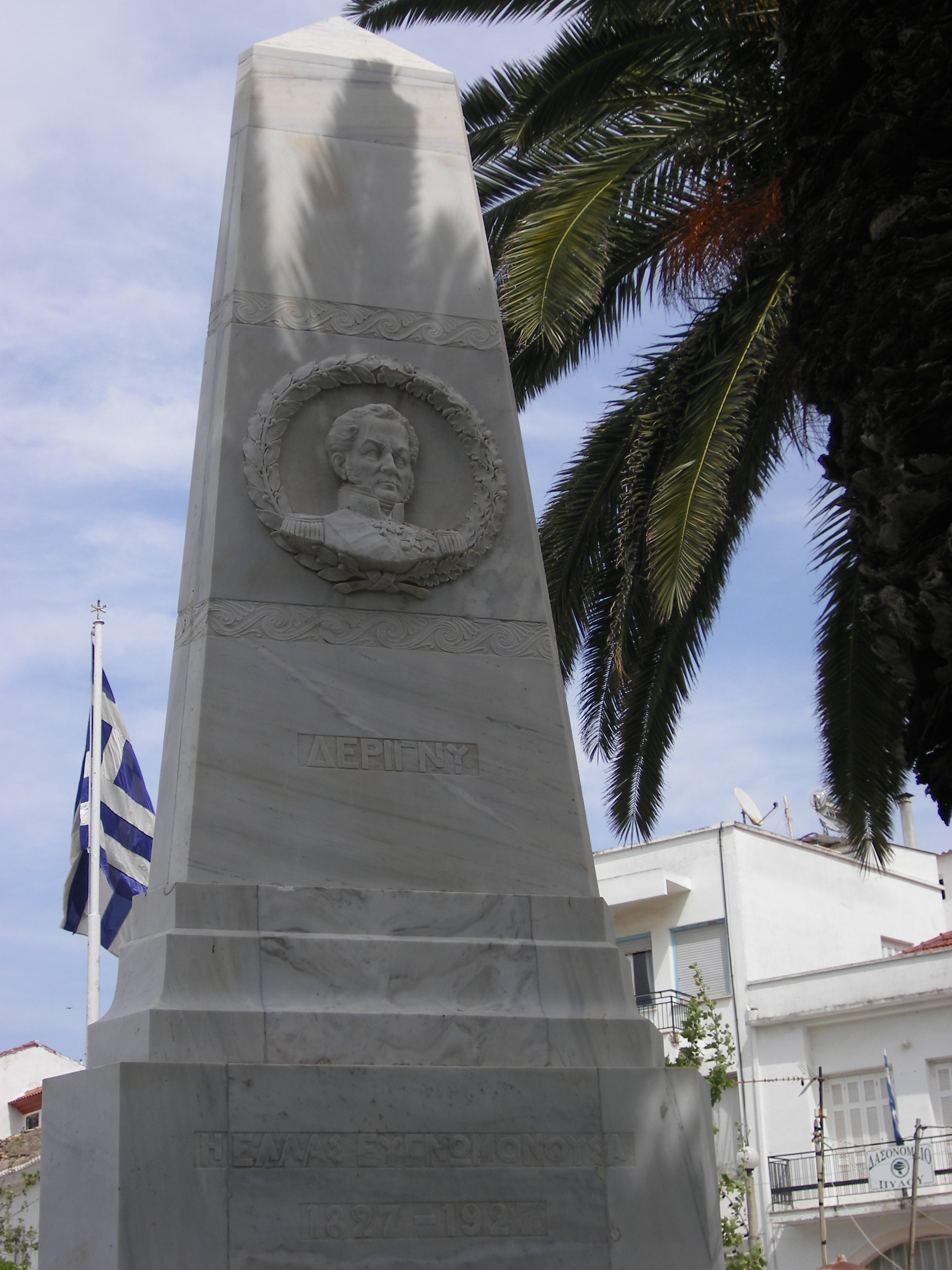
Obelisk upamiętniający kontradmirała de Rigny
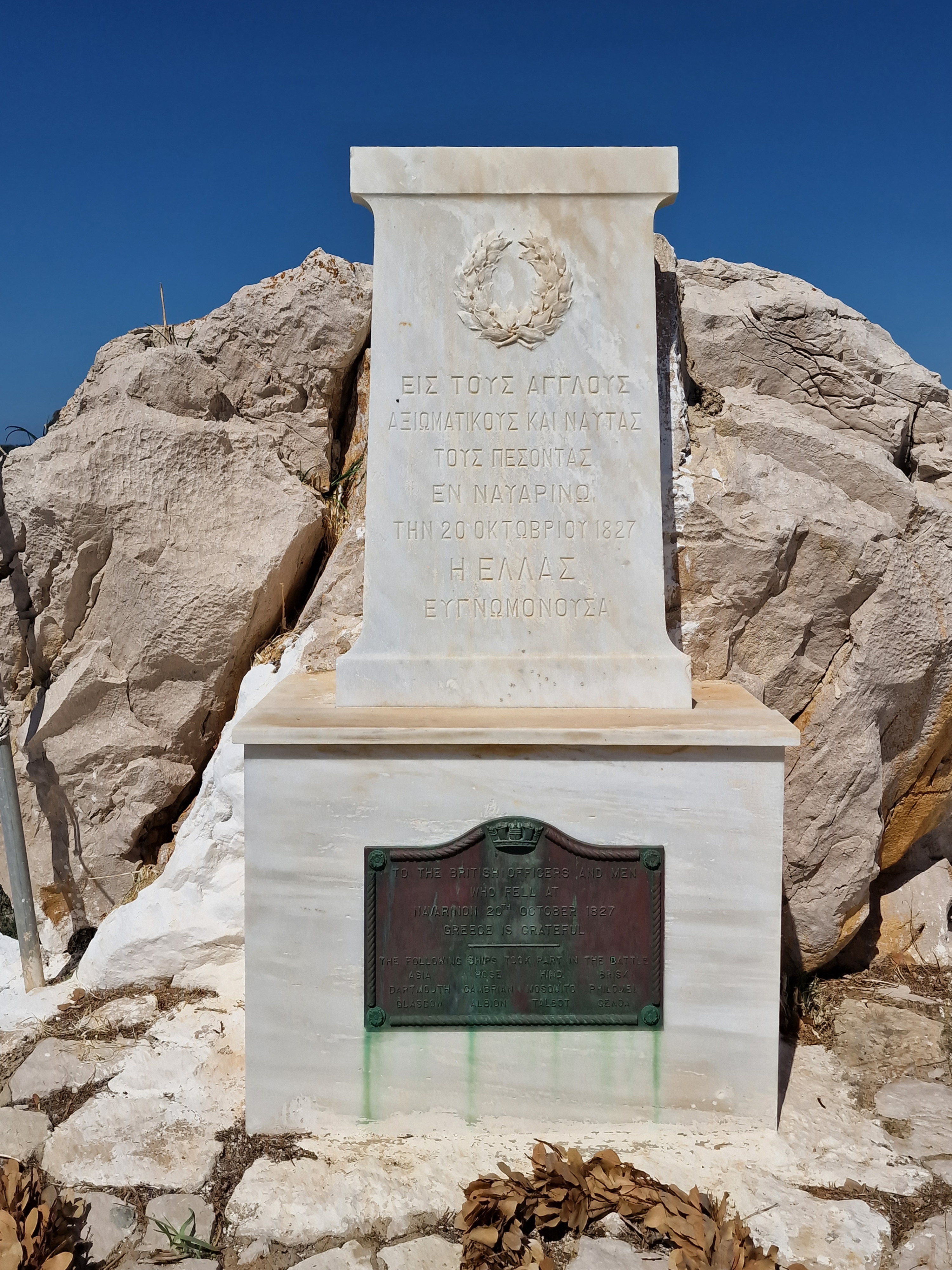
Pomnik pamięci marynarzy brytyjskich (Pylos-Chelonaki)
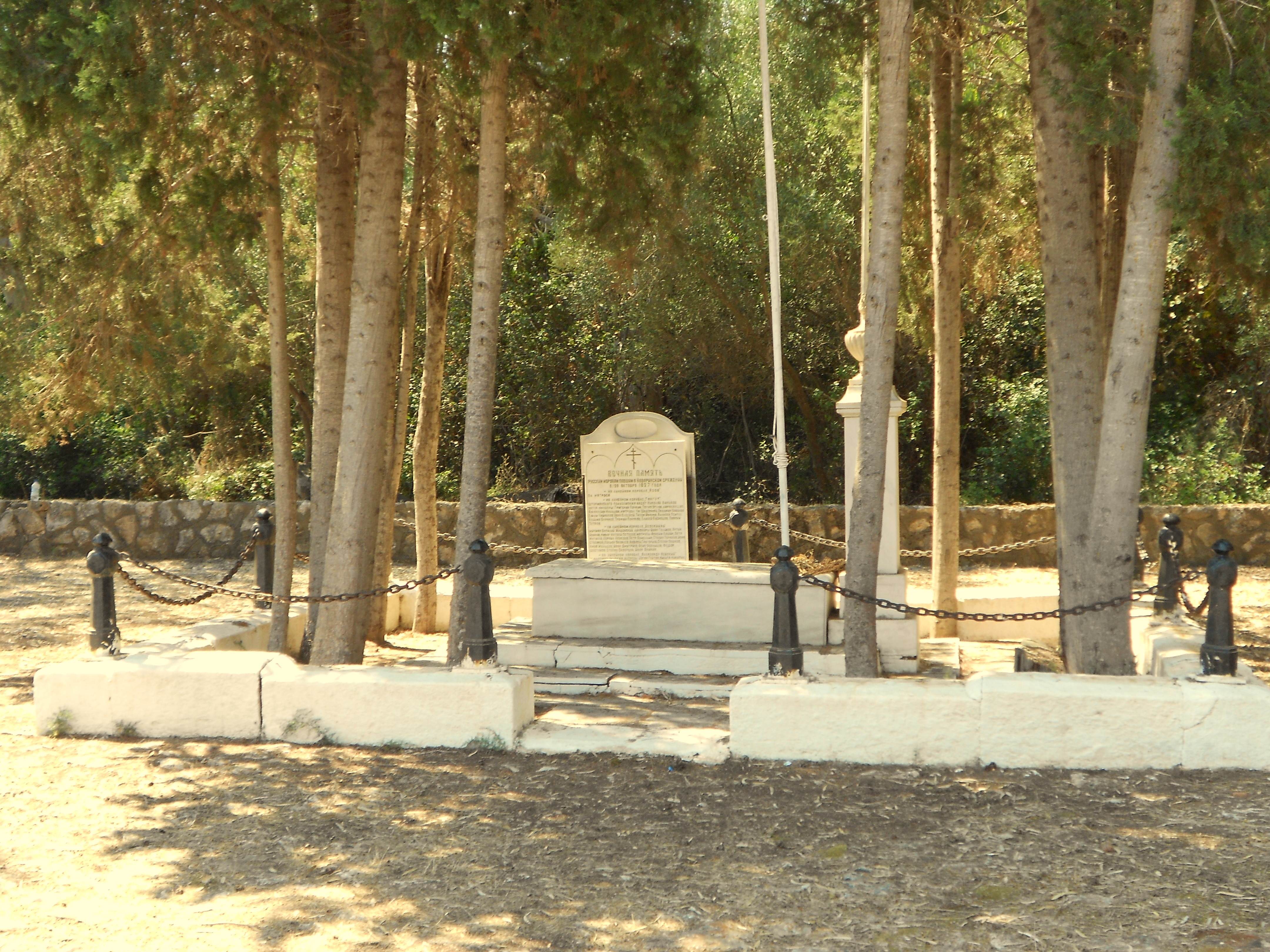
Pomnik rosyjskich poległych (Sfakteria)
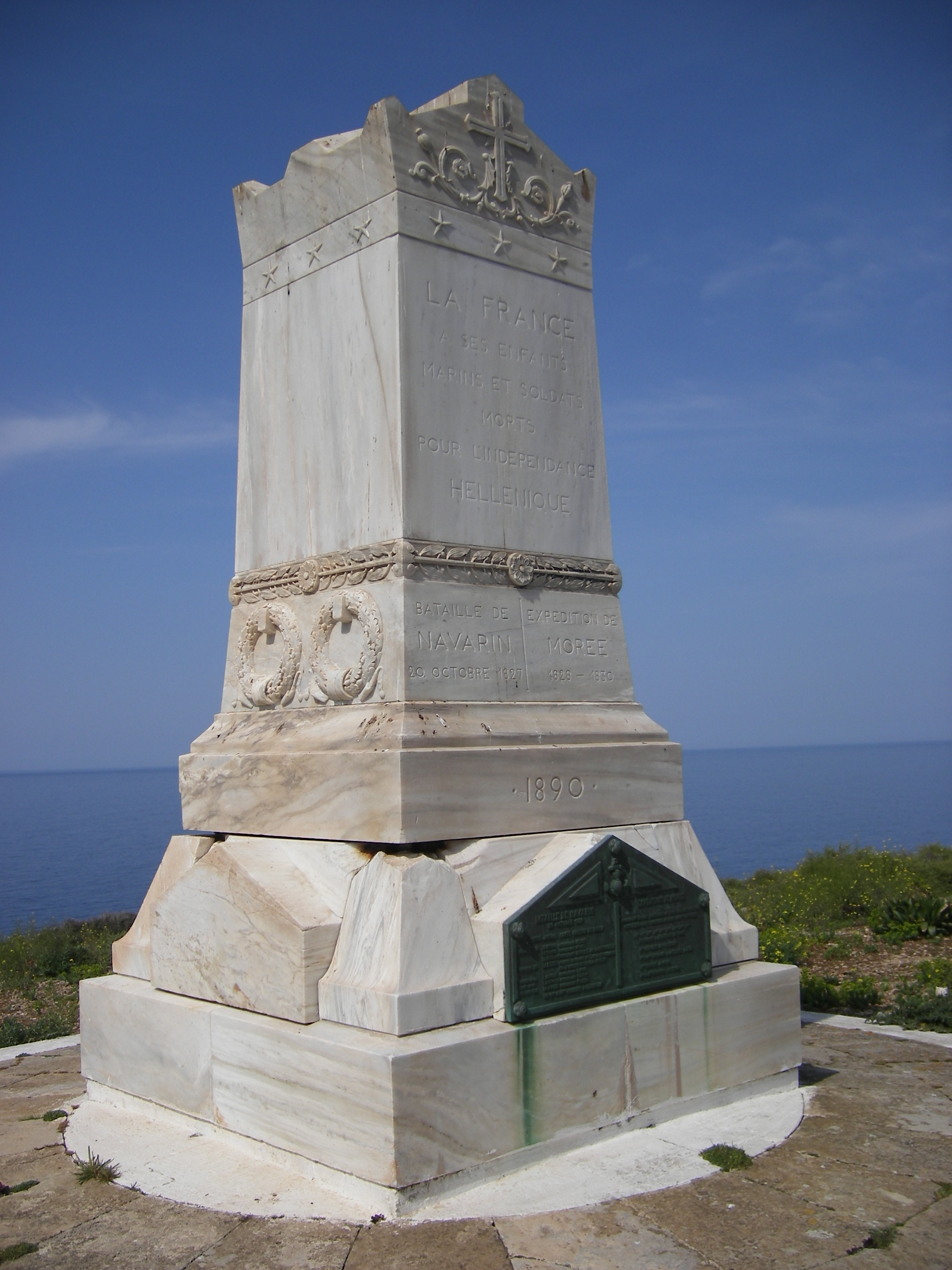
Monument poległych francuskich marynarzy (Pylos)